# Siergiej Koplakow
Siergiej Wiktorowicz Koplakow (ros. Сергей Викторович Копляков, ur. 23 stycznia 1959 w Orszy) – radziecki pływak. Wielokrotny medalista olimpijski.
Specjalizował się w stylu dowolnym. Brał udział w dwóch igrzyskach (IO 76, IO 80), na obu zdobywał medale. W 1976 sięgnął po srebro w sztafecie. W 1980 pod nieobecność części sportowców, w tym amerykańskich pływaków, triumfował na 200 metrów stylem dowolnym, sięgnął po złoto w sztafecie kraulowej i srebro w sztafecie w stylu zmiennym. W 1978 był wicemistrzem świata w sztafecie 4 × 200 metrów kraulem i brązowym medalistą w rywalizacji indywidualnej na tym dystansie. Był medalistą mistrzostw Europy (m.in. złoto w 1981 na 200 m kraulem).